# Łucja Pietrzak
Łucja Pietrzak, née le 27 décembre 1995, est une coureuse cycliste polonaise, spécialiste de la piste.

## Biographie
En 2012, Łucja Pietrzak est sélectionnée pour la course en ligne aux championnats du monde sur route juniors (moins de 19 ans) et termine 14e. Elle obtient ses premiers grands succès sur piste. En 2013, elle devient championne d'Europe d'omnium juniors. En 2016, lors des championnats d'Europe espoirs (moins de 23 ans), elle décroche la médaille de bronze de la poursuite par équipes avec Monika Graczewska, Justyna Kaczkowska et Daria Pikulik. Deux ans plus tard, elle est championne de Pologne de course scratch.
En 2019, elle devient au sprint championne de Pologne sur route.

## Palmarès sur piste

### Championnats d'Europe
| Édition / Épreuve              | Poursuite par équipes                                  | Omnium |
| Anadia 2013 (juniors)          |                                                        | Or     |
| Montichiari 2016 (espoirs)     | Bronze (avec Graczewska, Kaczkowska et Pikulik)        |        |
| Saint-Quentin-en-Yvelines 2016 | Argent (avec Kaczkowska, Pawłowska, Pikulik et Płosaj) |        |

### Championnats nationaux
- Championne de Pologne de course scratch : 2018 et 2021
- Championne de Pologne de course à l'américaine : 2019 (avec Justyna Kaczkowska)
- Championne de Pologne de course par élimination : 2020
- Championne de Pologne de course aux points : 2021

## Palmarès sur route
- 2019
  -  Championne de Pologne sur route
- 2020
  - 3e du championnat de Pologne sur route
- 2021
  - 3e du Belgrade GP Woman Tour